# Klášter Santa María de Viaceli
Klášter Santa María de Viaceli je trapistický klášter v Cóbreces, v obci Alfoz de Lloredo v Kantábrii, s výhledem na kantaberské moře.
Byl založen cisterciáckými mnichy z kláštera Santa Maria del Desierto (Francie) díky daru rodinného dědictví Antonie a Manuela Bernaldo de Quiros. Byl první železobetonovou budovou ve Španělsku. Klášterní komplex byl postaven v letech 1906 až 1910 v novogotickém stylu.
16. října roku 1926 bylo zřízeno opatství.
Během španělské občanské války v letech 1936–1939 bylo zavražděno několik zdejších mnichů.
V opatství se vyrábí známý sýr.

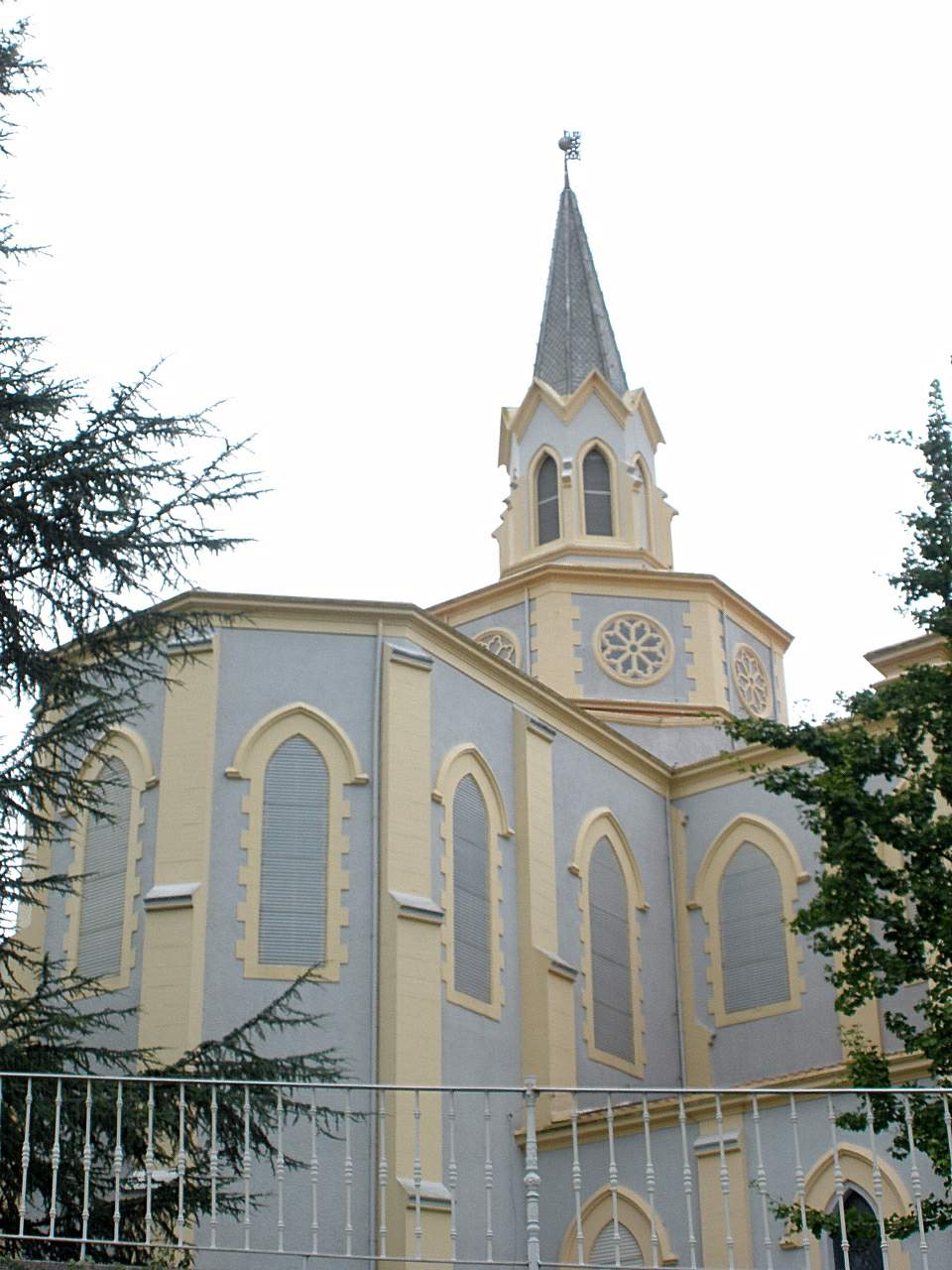
Apsida kostela
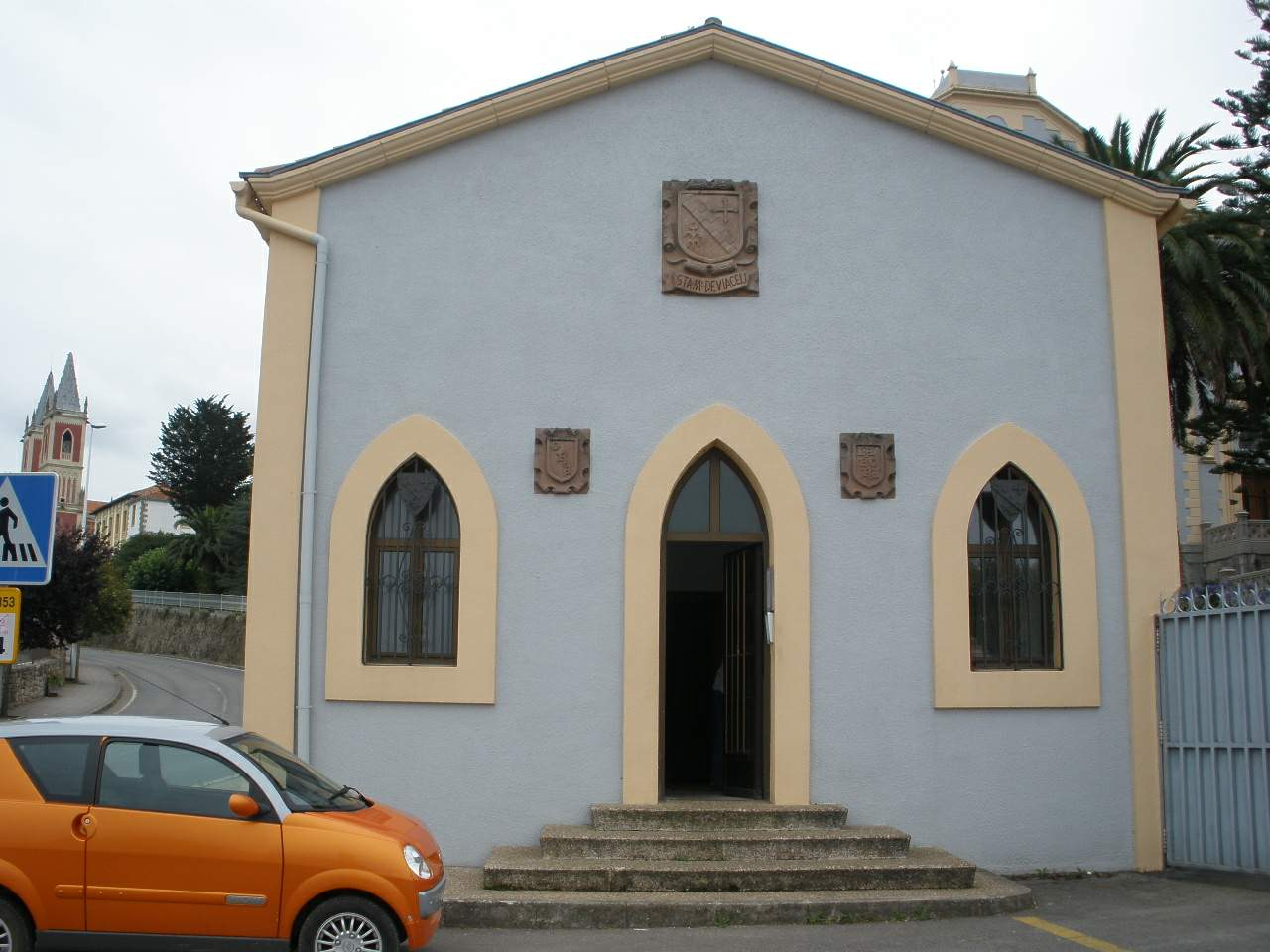
Vstup
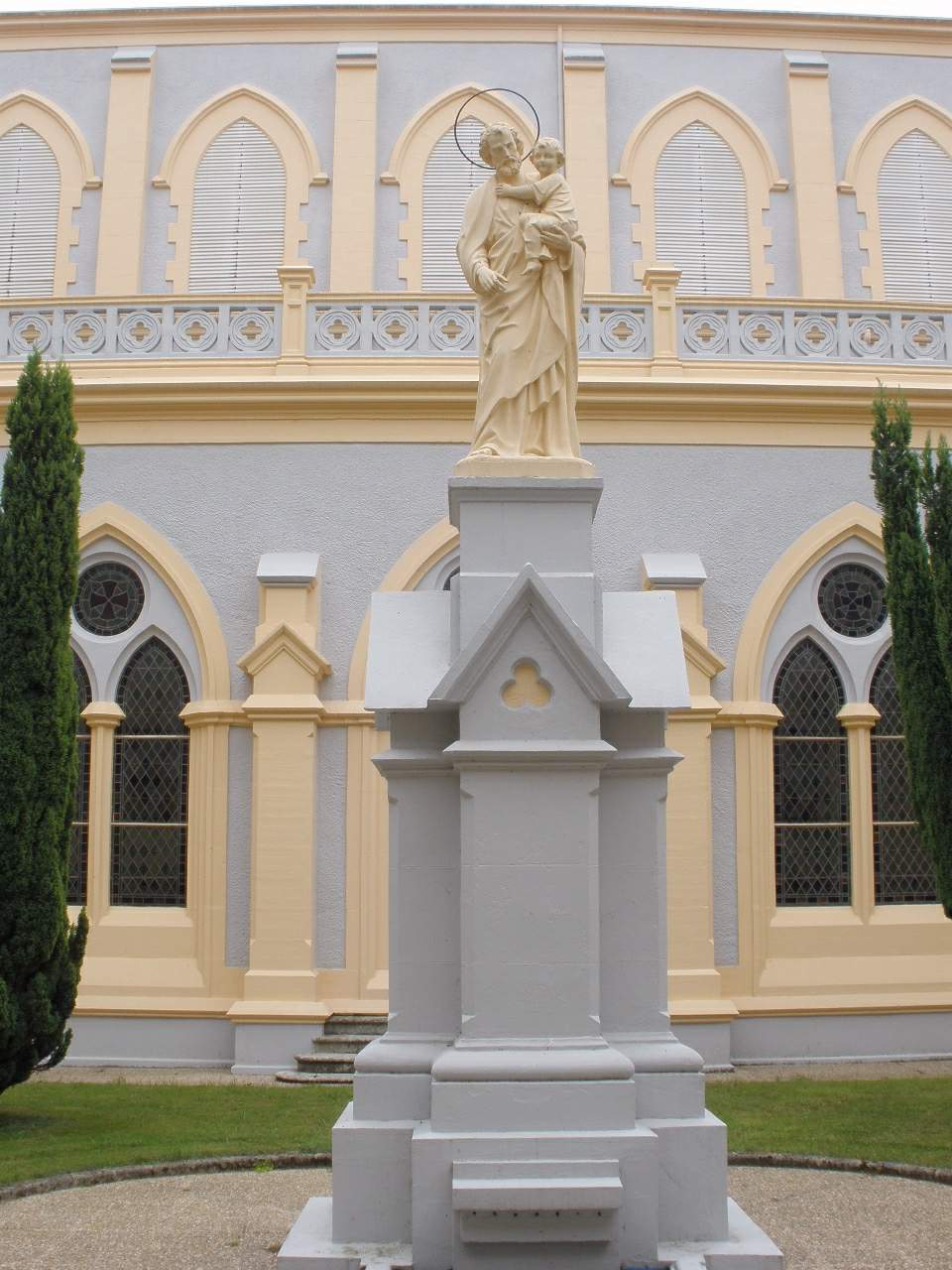